# جورج إدوارد ألكورن
جورج إدوارد ألكورن (بالإنجليزية: George Edward Alcorn)‏ (ولد في 22 مارس 1940) هو فيزيائي ومخترع أمريكي أفريقي عمل في آي بي إم وناسا.

## والدته
ولد الكورن في 22 مارس 1940، ابن لجورج وارلاتا ديكسون الكورن.

## تعليمه
حصل ألكورن على منحه دراسية في كلية أوكسيدنتال Occidental College في لوس أنجلوس حيث تخرج بعد أربع سنوات بدرجة البكالوريوس في الفيزياء، ثم التحق لاحقًا بجامعة هوارد Howard University وحصل درجة الماجستير في الفيزياء النووية بعد دراسة 9 شهور.